# Liturgusa actuosa
Liturgusa actuosa är en bönsyrseart som beskrevs av Rehn 1951. Liturgusa actuosa ingår i släktet Liturgusa och familjen Liturgusidae. Inga underarter finns listade i Catalogue of Life.